# 陈俊平
陈俊平（1949年1月—2022年2月10日），浙江宁波人，汉族，中华人民共和国政治人物、第十一届全国人民代表大会贵州地区代表。
毕业于西南政法学院法律专业，是中共党员。担任贵州省人民检察院检察长。2008年起担任全国人大代表。